# Jeongyeon
Yoo Jeong-yeon (* 1. November 1996 in Suwon, Gyeonggi-do) ist eine südkoreanische Sängerin und Mitglied der Girlgroup Twice. Zumeist tritt sie unter ihrem Mononym Jeongyeon (Hangeul: 정연) auf.

## Leben und Karriere
Jeongyeon wurde als Yoo Kyung-wan (koreanisch 유경완) geboren, änderte ihren Namen jedoch in der dritten Klasse, da ihr ursprünglicher Name wie ein Jungenname klang. Sie hat zwei ältere Schwestern, darunter die Schauspielerin Gong Seung-yeon. Ihr Vater arbeitete unter anderem für den ehemaligen Präsidenten Südkoreas Kim Dae-jung als Koch. Bevor sie 2010 bei JYP Entertainment Trainee der Agentur wurde, bewarb sie sich bereits einmal ohne Erfolg um die Aufnahme. Dort trat sie auch kurz in einem Musikvideo von Got7 auf.
Ursprünglich hätte Jeongyeon, wie auch Nayeon und Jihyo, an der von JYPE geplanten Gruppe 6mix teilnehmen sollen. Dieses Vorhaben wurde jedoch von Seiten der Agentur beendet.
Im Juli 2015 ging sie aus der Castingshow Sixteen siegreich hervor, in der sie als eines der neun zukünftigen Mitglieder von Twice ausgewählt wurde. Bei den Songs Love Line, Sweet Talker, LaLaLa, 21:29 und Sweet Summer Day wirkte Jeongyeon beim Schreiben der Songtexte mit.
Zu Beginn ihrer Karriere sorgte Jeongyeon vor allem mit ihrer Kurzhaarfrisur für Aufsehen, da sie sich hierdurch deutlich von ihren acht Gruppenkolleginnen unterschied.
In einer Fanumfrage von Gallup Korea wurde Jeongyeon 2019 auf Platz 12 der beliebtesten Idols gewählt. Von Oktober 2020 bis Ende Januar 2021 nahm Jeongyeon eine Auszeit von allen Aktivitäten ihrer Gruppe. Am 18. August 2021 verkündete JYP Entertainment, dass Jeongyeon erneut eine Auszeit auf unbestimmte Zeit nehmen wird.